# Ласе Ћус
Ласе Ћус (норв. Lasse Kjus) је бивши норвешки алпски скијаш. Двоструки је победник у укупном поретку Светског купа. Освајач је златне олимпијске медаље и неколико медаља на светским првенствима.
Током каријере освојио је укупно 16 медаља на олимпијским играма и светским првенствима, што га сврстава на друго место иза Норвежанина Ћетила Андре Омота.

## Каријера
У фебруару 1999, Ћус је остварио један од највећих подухвата у историји алпског скијања освојивши медаље у свих пет дисциплина на Светском првенству у Вејлу. Пре њега је петоро скијаша освајало по четири медаље на једном светском првенству али су онда биле само четири дисциплине у програму такмичења. То су успели да ураде Тони Зајлер 1956. Кортини д'Ампецо и 1958. у Бад Гаштајну, Мариел Гоашел 1966. у Портиљу, Жан-Клод Кили 1968. у Греноблу, Рози Митермајер 1976. у Инзбруку и Пирмин Цурбриген 1987. у Кран Монтани. Од њих петоро једино је Цурбриген имао прилике да се такмичи у свих пет дисциплина.

## Освојени кристални глобуси
| Сезона | Дисциплина  |
| ------ | ----------- |
| 1994.  | Комбинација |
| 1996.  | Укупно      |
| 1999.  | Укупно      |
| 1999.  | Спуст       |
| 1999.  | Комбинација |
| 2001.  | Комбинација |

## Победе у Светском купу
18 победа (10 у спусту, 2 у супервелеслалому, 2 у велеслалому и 4 у комбинацији)
| Датум              | Место         | Трка            |
| ------------------ | ------------- | --------------- |
| 16. јануар 1994.   | Кицбил        | Комбинација     |
| 2. фебруар 1995.   | Вејл          | Супервелеслалом |
| 21. децембар 1995. | Крањска Гора  | Велеслалом      |
| 29. децембар 1995. | Бормио        | Спуст           |
| 6. март 1996.      | Квитфјел      | Спуст           |
| 26. јануар 1997.   | Кицбил        | Комбинација     |
| 2. март 1997.      | Квитфјел      | Спуст           |
| 12. децембар 1998. | Вал д’Изер    | Спуст           |
| 18. децембар 1998. | Вал Гардена   | Спуст           |
| 16. јануар 1999.   | Венген        | Спуст           |
| 17. јануар 1999.   | Венген        | Комбинација     |
| 22. јануар 1999.   | Кицбил        | Спуст           |
| 10. март 1999.     | Сијера Невада | Спуст           |
| 21. јануар 2001.   | Кицбил        | Комбинација     |
| 19. децембар 2003. | Вал Гардена   | Супервелеслалом |
| 22. јануар 2004.   | Кицбил        | Спуст           |
| 4. децембар 2004.  | Бивер Крик    | Велеслалом      |
| 10. март 2005.     | Ленцерхајде   | Спуст           |